# Lobosocytheropteron antarcticum
Lobosocytheropteron antarcticum is een mosselkreeftjessoort uit de familie van de Cytheruridae. De wetenschappelijke naam van de soort is voor het eerst geldig gepubliceerd in 1916 door Chapman.